# Вале-ду-Гуадиана
Природный парк Вале-ду-Гвадиана (порт. Parque Natural do Vale do Guadiana) представляет собой охраняемую территорию площадью 69 700 га, расположенную на юго-востоке Португалии, в регионе Байшу-Алентежу. Парк охватывает муниципалитеты Мертола и Серпа, расположенные в районе Бежа, в том числе прибрежную зону реки Гвадиана, а также деревню Мертола. Семь пешеходных маршрутов протяженностью от 3,5 до 14 км проложены по территории парка. Среднегодовая температура в парке составляет 16,5° C, а экстремальные значения колеблются от 4,7° C в январе до 33,8° C в августе. Ветер преимущественно дует с северо-запада, продолжительность солнечного сияния до 2800 часов в году.
В северной части парка расположена одна из его главных достопримечательностей: Пулу-ду-Лобу (Прыжок волка) — место, представляющее большой геологический интерес: здесь воды Гвадианы, текущие сквозь скалистое ущелье, падают вниз с высоты около 16 метров, образуя одним из самых высоких водопадов на юге Португалии. Берега в этом месте высокие и каменистые, но тесные, что породило легенду, которая гласит, что перепрыгнуть через это ущелье мог только храбрый человек, дикое животное, которое преследовали, или охотящийся волк.
С 1983 года в ходе раскопок в Вале-ду-Гуадиана было обнаружено так много находок, что для них были созданы два музея.
В 2007 году в Серпе была построена одна из крупнейших солнечных электростанций в Европе (11 МВт).

## Значение
Парк был создан для защиты части территории реки Гвадиана и прилегающей к ней равнины. Долина Вале-ду-Гвадиана является одним из самых засушливых районов страны со среднегодовым количеством осадков 600 миллиметров. К югу, между Каштру-Марин и Вила-Реал-де-Санту-Антониу, находится солончак, который служит «питомником» для молоди рыб и убежищем для нескольких видов птиц. На территории природного парка обитают уникальные виды паукообразных и рыб.

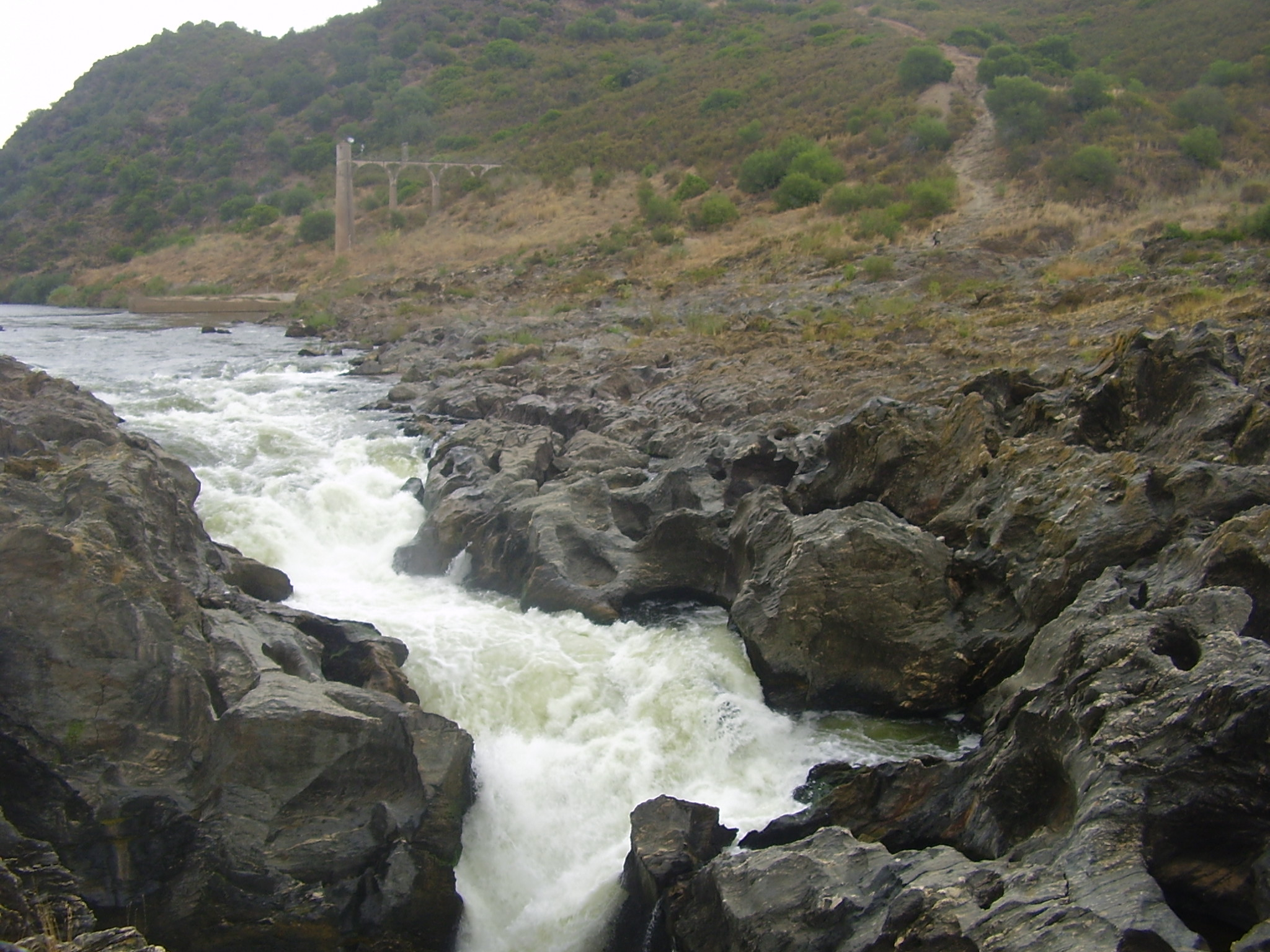
Водопад Пулу-ду-Лобу
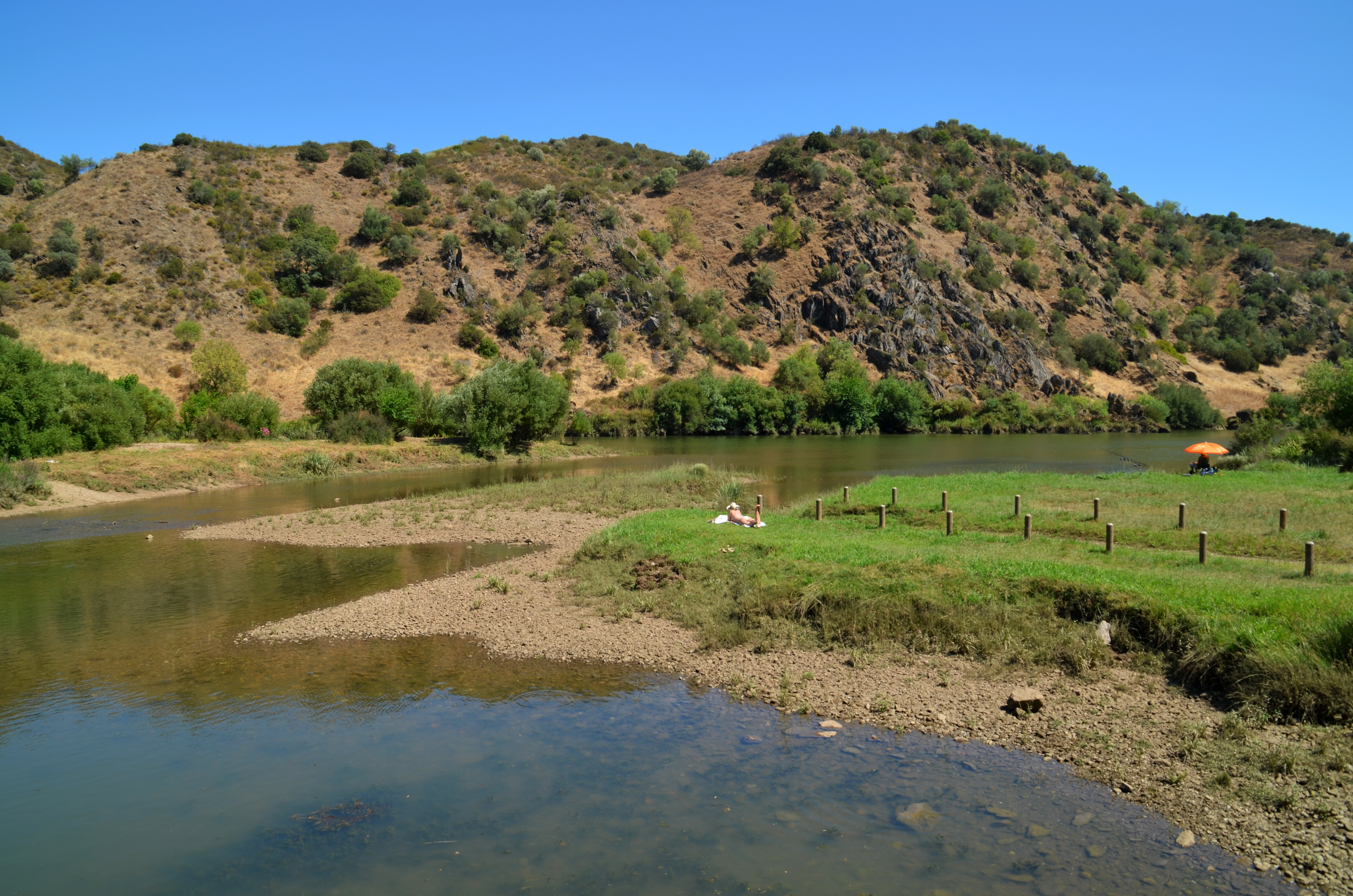
Вид на долину реки Гвадиана
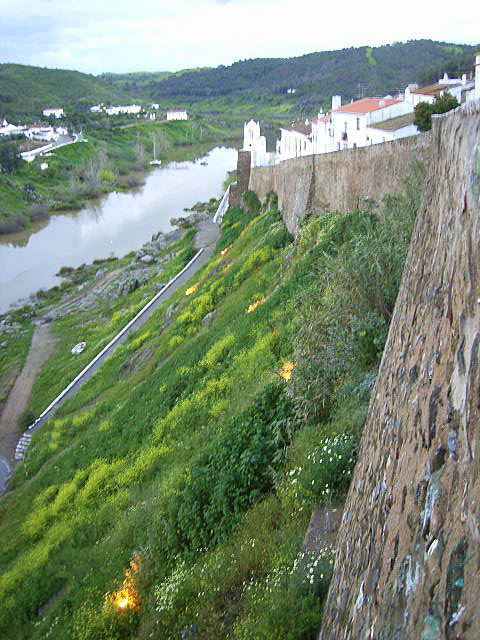
Городские стены Мертолы над рекой
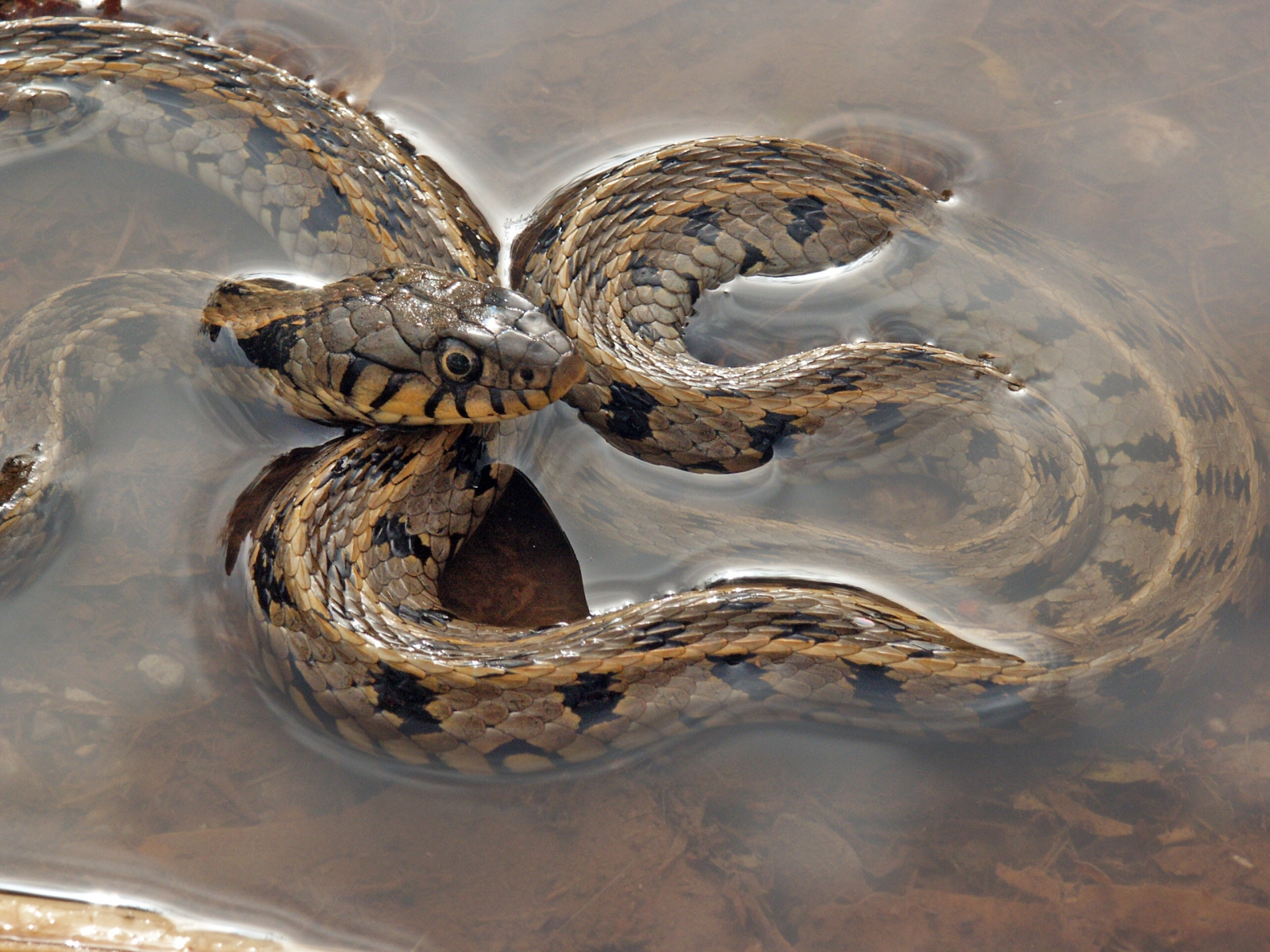
Водяная кобра
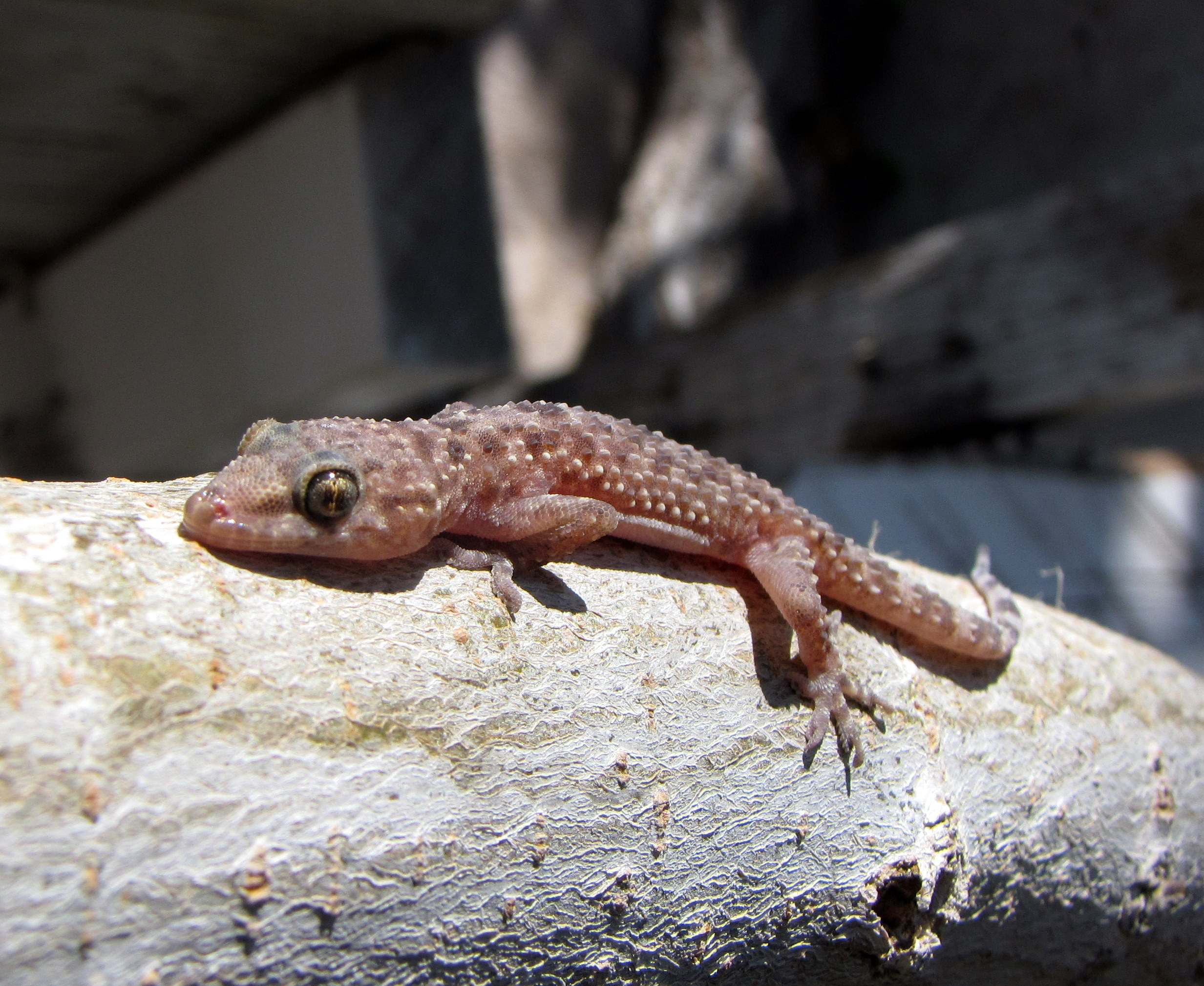
Средиземноморский геккон
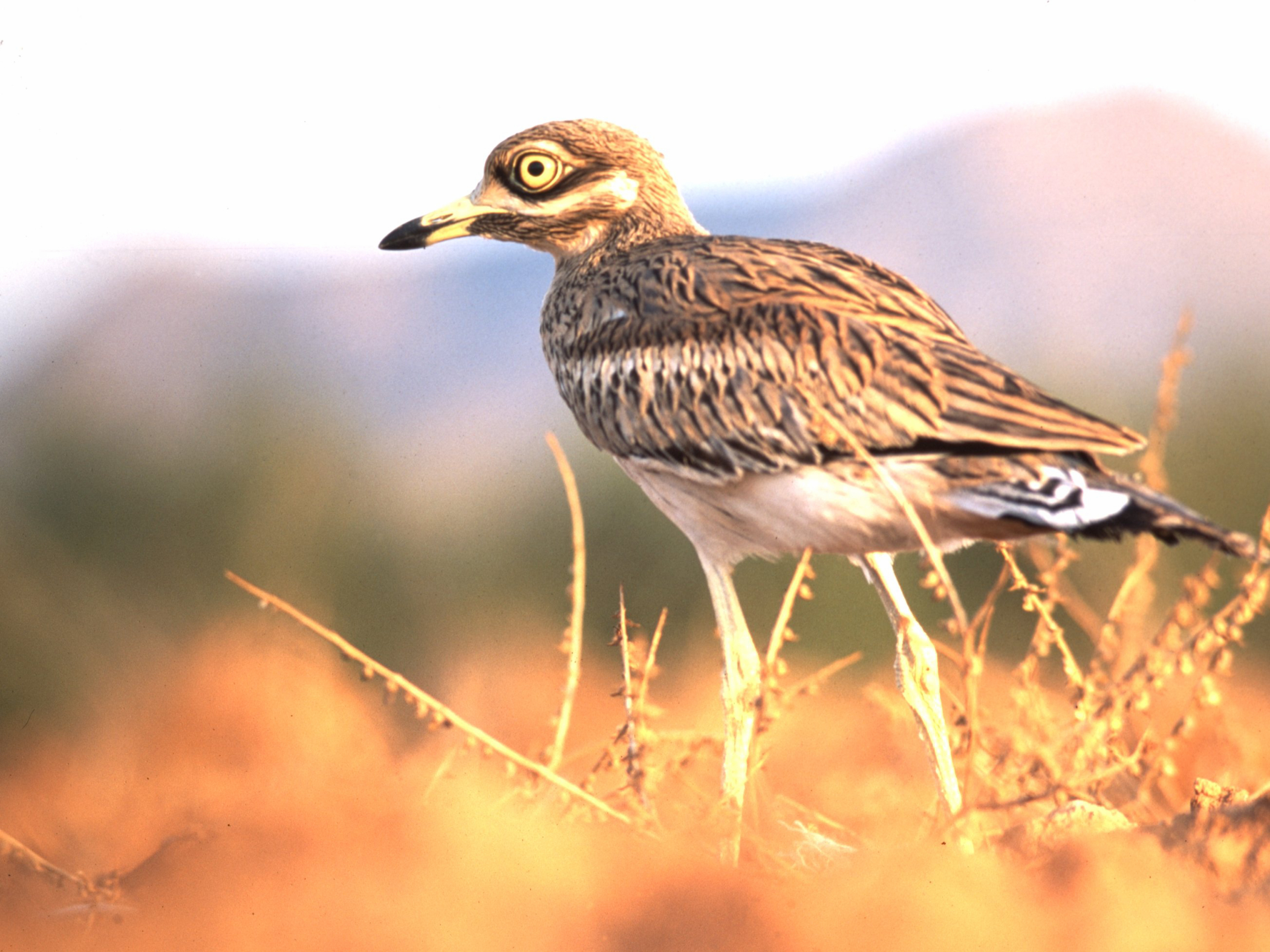
Авдотка
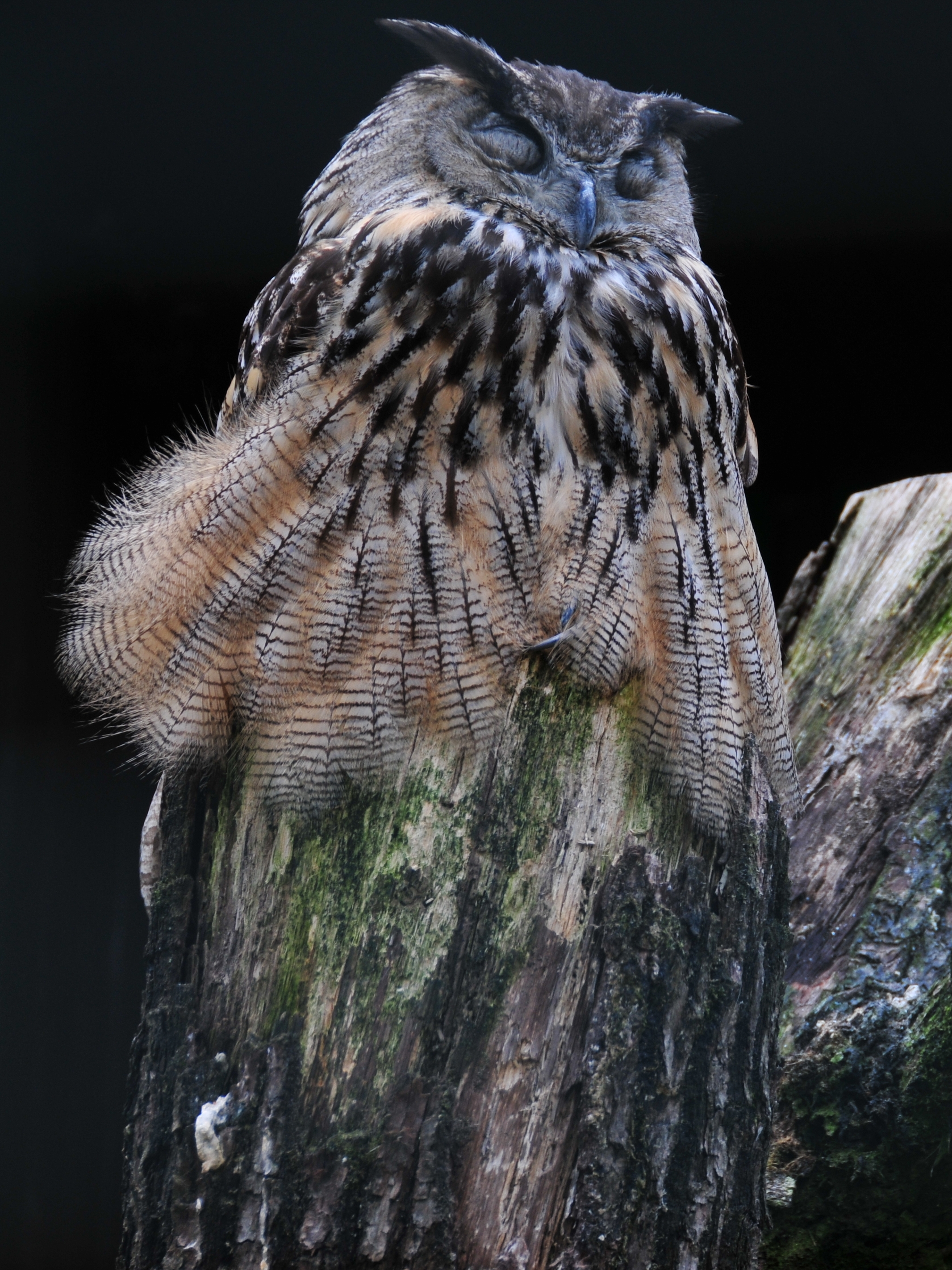
Филин